# 烏弗瑙島

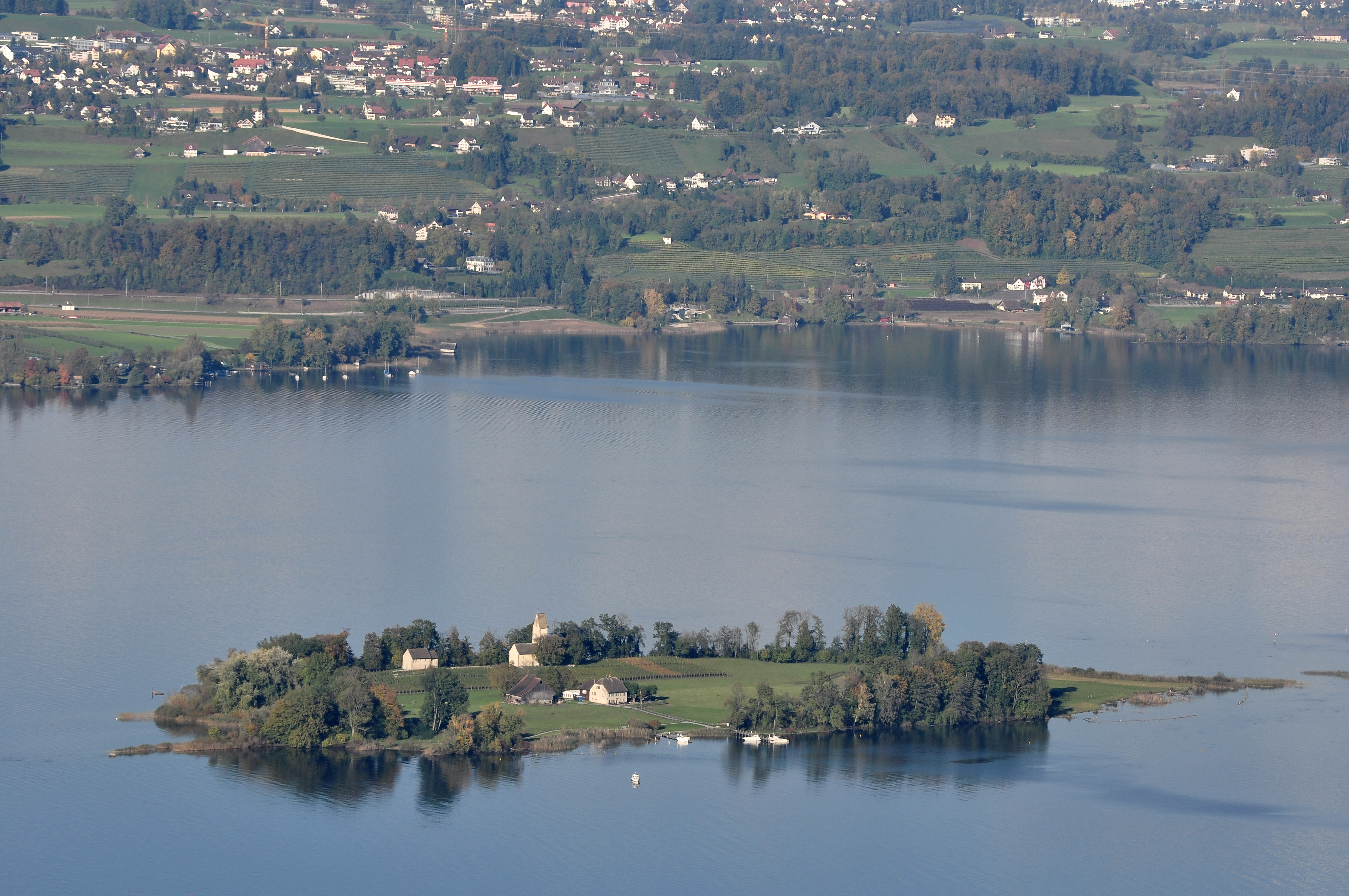

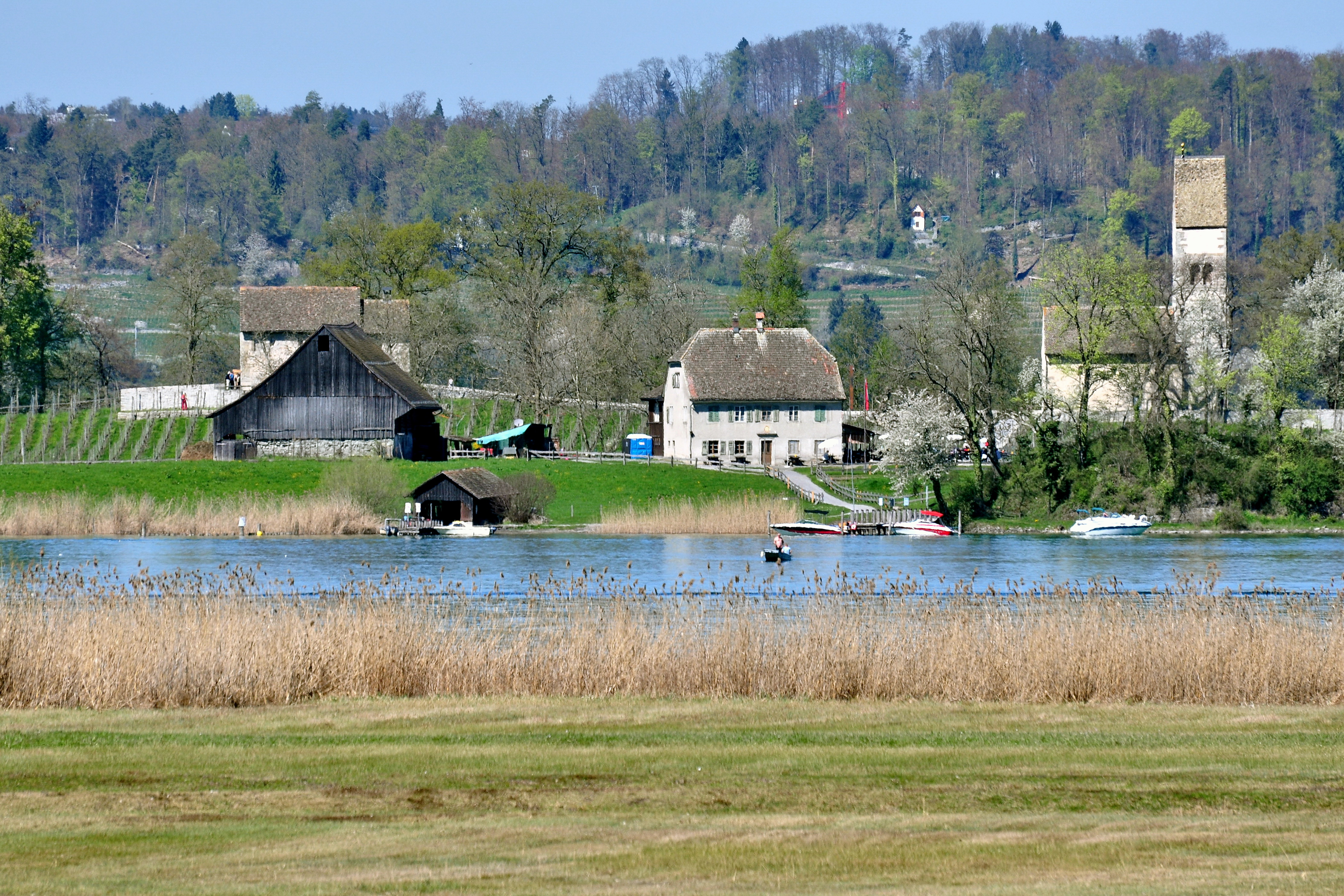

烏弗瑙島是瑞士的島嶼，位於蘇黎世湖，由施維茨州負責管轄，長0.47公里、寬0.22公里，面積0.11平方公里，該島自1927年被劃入自然保護區範圍。

## 外部連結
- Official website （页面存档备份，存于） （德文）
- Gallo-Roman temple on Ufnau island （德文）
- Ufenau history （页面存档备份，存于） （德文）

47°13′05″N 8°46′54″E / 47.21806°N 8.78167°E